# 955
955 (CMLV) je bilo navadno leto, ki se je po julijanskem koledarju začelo na ponedeljek.

## Dogodki
- bitka pri Lechfeldu

## Rojstva
- Arduin iz Ivreje, severnoitalijanski mejni grof Ivreje in italijanski kralj († 1015)
- Elfrik Slovničar (Alfricus Grammaticus), angleški opat in teolog († 1010)

## Smrti
- 16. oktober – Stojgnev, knez Obodritov (* ni znano)